# Aeroportul Hpa-An
Aeroportul Hpa-An (IATA: PAA, ICAO: VYPA) este un aeroport din Hpa-An⁠(d), Hpa-an District⁠(d), Myanmar ce deservește zona Hpa-An⁠(d). A fost numit după zona deservită.
Situat la o altitudine de 12 m, aeroportul dispune de o singură pistă. Este operat de Ministry of Transport⁠(d).